# Pterolepis
Pour le genre de sauterelles, voir Pterolepis (insecte).
Genre
Pterolepis est un genre de plantes à fleurs de la famille des Melastomataceae ayant une répartition néotropicale.

## Liste des espèces
Selon Catalogue of Life (21 novembre 2017) :
- Pterolepis alpestris (DC.) Triana
- Pterolepis buraeavii Cogn.
- Pterolepis cataphracta (Cham.) Triana
- Pterolepis cearensis Huber
- Pterolepis glomerata (Rottb.) Miq.
- Pterolepis haplostemona Almeda & A.B.Martins
- Pterolepis parnassiifolia (DC.) Triana
- Pterolepis perpusilla (Naud.) Cogn.
- Pterolepis picorondonca S.S. Renner
- Pterolepis polygonoides (DC.) Triana
- Pterolepis repanda (DC.) Triana
- Pterolepis riedeliana Cogn.
- Pterolepis rotundifolia J.J. Wurdack
- Pterolepis stenophylla Gleason
- Pterolepis trichotoma (Rottb.) Cogn.

Selon ITIS (1 août 2013) :
- Pterolepis glomerata (Rottb.) Miq.